# پوخویستنفو
شهر پوخویستنفو (به روسی: Похвистнево) در کشور روسیه و در اوبلاست سامارا واقع شده‌است.